# Forever In Your Mind
Forever In Your Mind (ocasionalmente abreviado por FIYM) é uma boyband formada na terceira temporada do reality show americano The X Factor. O grupo consiste nos seguintes integrantes: Ricky Garcia, Emery Kelly e Liam Attridge. Jon Klaasen,um dos integrantes,deixou o grupo em 03 de junho de 2014. Liam Attridge foi o último a entrar para o trio,alguns meses depois de Jon Klaasen ter saído. O trio foi formado após seus membros participarem do reality show musical The X Factor , Emery individualmente e Ricky e Jon tirados de um grupo (CO-ED), até que, durante o programa, Simon Cowell os uniu para concorrer como um grupo. A banda saiu na etapa seguinte, 4 chair challenge, sendo o último grupo a sair na mesma,tendo seu lugar pego pelo trio RoXxy Montana. A banda canta o tema de abertura da série Disney Channel, Best Friends Whenever, "Whenever", série em que Ricky Garcia interpretava Naldo.

## Carreira

### 2013: Formação esingles
O grupo foi formado na terceira temporada do reality show americano The X Factor, em que Emery Kelly fez uma audição solo da música I Won't Give Up do Jason Mraz, e recebeu vários comentários positivos dos jurados. Já Ricky e Jon faziam parte de um grupo de 5 pessoas,chamado CO-ED, que cantou a música Radioactive da banda Imagine Dragons, mas apenas os dois passaram pela fase da audição. Então o empresário Simon Cowell decidiu os unir para competirem como um grupo. Sua primeira apresentação como um grupo foi na fase da 4 chair challenge,em que performaram a música dos Jonas Brothers, Lovebug, que não foi muito bem recebida pela maioria dos jurados;no entanto, Simon resolveu dar uma chance a eles, pois acreditava que a banda tinha potencial. Mas logo depois, na última apresentação da categoria de grupos, foram trocados pelo grupo de irmãs, RoXxy Montana, que fizeram uma boa apresentação, sendo assim elas eliminaram o Forever In Your Mind do The X Factor. Mas como seu criador, os garotos também achavam que eles foram postos juntos por um motivo, então decidiram continuar com a banda, assim compondo sua primeira música, She Lights The World, tendo direito à videoclipe. Logo depois eles lançaram um single de natal chamado This Feels Just Like Christmas,o qual também teve um videoclipe,seus primeiros singles foram recebidos muito bem pelas críticas e pelos seus fãs.

### 2014: Saída de Jon e DigiFest
No começo de 2014,a banda estava fazendo shows em casas de festas em todo o país, e estavam terminando de gravar o vídeo de seu novo single  Sweet Little Something e seu primeiro álbum. Mas logo então foi interrompido por conta da saída de um membro da boyband, Jon Klaasen,no dia 03 de junho de 2014 que saiu da banda pois queria fazer carreira solo, então Ricky e Emery cancelaram o single,e como já tinham confirmado sua presença na DigiFest NYC,tiveram que se apresentar, como era um público muito grande, acharam melhor cantar seu único single divulgado com sua formação original (como um trio) apenas naquele show ,então Emery ligou para seu primo (Liam) que era cantor,e lhe pediu esse favor, então Liam fez sua primeira apresentação com a banda. Depois disso, Ricky e Emery terminaram a turnê da DigiFest, e logo chamaram Liam para fazer parte do grupo.

### Naughty List - presente
Depois do Liam ter entrado,eles recompuseram o álbum e regravaram algumas musicas do antigo álbum com os vocais do Liam. Ja para o final do ano eles compuseram outro single de Natal,desta vez chamado Naughty List, que foi muito bem recebida pelas críticas , que por isso começou a tocar na maior rádio teen dos Estados Unidos, na Rádio Disney. Então eles abriram à DigiTour novamente e lançaram mais um single, esse regravado, Sweet Little Something que foi tão bem recebida que ficou várias vezes como mais pedida na Radio Disney,mas não foi tão bem aceita pelos fãs, já que todos sempre ouviram a versão ao vivo com o Jon em vez do Liam. Recentemente eles abriram alguns shows para o rapper Matty B,vão abrir a DigiFest de novo.
Hoje em dia eles gravam covers acústicos para seu canal no YouTube, no qual tem cover novo toda sexta-feira, e recentemente a banda assinou com a Disney Channel, sendo assim Ricky está gravando sua primeira série, Emery fazendo participações, e a banda canta o tema de abertura da série do Ricky, Best Friends Whenever , que estreiou logo após Teen Beach 2 na Disney Channel nos Estados Unidos,e antes de Descendentes na Disney Channel Brasil.A banda grava músicas para a série Best Friends Whenever,como a música Whenever,e o cover da música Shake Your Booty.

## Formação

### Integrantes

#### Ricky Garcia
Ricardo "Ricky" René Garcia Junior II nasceu 22 de janeiro de 1999 em um hospital militar em Porto Rico. É o filho mais novo de Tammy Garcia, seus dois irmãos se chamam Justin e Marc. Morou no Texas com sua família, e depois se mudou para Los Angeles com sua mãe para seguir sua carreira artística. Antes de ser cantor, Ricky foi modelo. Em 2016 além de cantar no Forever In Your Mind, Ricky participou como parte do elenco principal série da  Disney Channel, Best Friends Whenever, onde interpreta Naldo.

#### Emery Kelly
Emery Thomas Kelly nasceu em 28 de dezembro de 1997 em Nova York, em uma irmã mais velha chamada Veronica. Ficou em Nova York até passar na audição do programa,e se juntou à Ricky e Jon no grupo. Antes disso Emery fazia vídeos cantando para o YouTube. Agora além de estar na banda, Emery está fazendo participações nas séries da Disney Channel, Dog With a Blog, Lab Rats e na série de seu colega de banda, Best Friends Whenever.

#### Liam Attridge
Liam Thomas Attridge nasceu em 13 de abril de 1999 em Nova York. Liam entrou na banda quando Ricky e Emery foram para Nova York cantar na DigiFest NYC de 2014, e precisavam de alguém para fazer os solos de Jon e tocar violão, então Emery ligou para seu primo (Liam) para lhe pedir esse favor, como o público reagiu bem com a performance de Liam, a banda achou uma boa ideia chamar o Liam para fazer parte da banda. Se mudou para Los Angeles para morar com Emery logo depois disso. Liam toca violão, guitarra, saxofone e piano.

### Ex-integrantes

#### Jon Klaasen
Jonathan "Jon" Daniel Klaasen nasceu em 10 de janeiro de 1998 em Indiana. Jon é o filho mais velho de Karen Klaasen e Bob Klaasen, e seu irmão se chama Joey. Jon anunciou sua saída da banda no dia 03 de junho de 2014, para seguir carreira solo. Atualmente está gravando seu primeiro EP, e já lançou seu primeiro single "Coming Back".

## Turnês
- Ato De Abertura
  - DigiTour (2014)
  - DigiFest (2014)
  - DigiTour (2015)
  - Digifest (2015)
  - Euphoric Tour (2018)